# La Tentation d'Aaron
Pour les articles homonymes, voir Aaron.
Pour plus de détails, voir Fiche technique et Distribution.
La Tentation d’Aaron (Latter Days) est une comédie romantique américaine de C. Jay Cox, sortie en 2003, avec Steve Sandvoss et Wes Ramsey, qui raconte la rencontre d’un missionnaire mormon « dans le placard » avec son voisin ouvertement gay.
Elle a été diffusée en avant-première le 10 juillet 2003 pendant le Festival International du Film gai et lesbien de Philadelphie. Durant les douze mois suivants, il a été présenté à travers tous les États-Unis et dans quelques autres pays, la plupart du temps lors de festivals de films gais.
La Tentation d’Aaron est le premier film à avoir représenté la fracture entre les principes mormons et l’homosexualité et il a parfois soulevé la controverse. Plusieurs groupes religieux ont ainsi menacé de boycotter les cinémas et les boutiques de DVD qui diffusaient le film s’ils ne le retiraient pas. Il a reçu des critiques mitigées, même s’il a été plutôt apprécié par le public des festivals LGBT.

## Synopsis

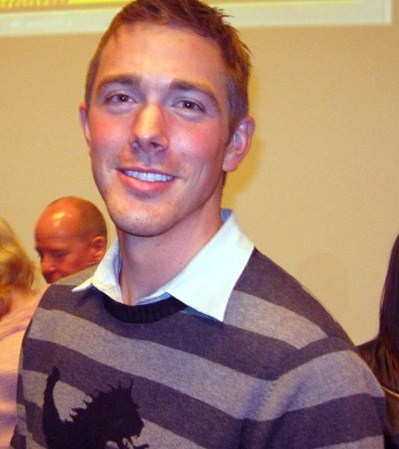
Steve Sandvoss (Aaron Davis)

Elder Aaron Davis (Steve Sandvoss), un jeune missionnaire mormon originaire de Pocatello (en Idaho), est envoyé à Los Angeles (Californie) pour y rejoindre trois autres jeunes missionnaires et propager la foi mormone. Le groupe habite un bungalow situé juste à côté de celui de Christian Markelli (Wes Ramsey), un jeune gay déluré aspirant à devenir acteur, et de sa colocataire, Julie Taylor (Rebekah Johnson), une apprentie chanteuse. Christian et Julie travaillent comme serveurs au Lila's, un restaurant à la mode dirigé par l’ex-actrice Lila Montagne (Jacqueline Bisset).
Intrigué par ses nouveaux voisins mormons, Christian parie 50 dollars avec ses collègues du Lila's qu’il peut séduire l’un des missionnaires et avoir une relation sexuelle avec lui. Peu de temps après, Christian réalise qu’Aaron, le missionnaire le plus inexpérimenté, est en fait un homosexuel dans le placard.
Après plusieurs rencontres à l’intérieur de leur résidence, Christian et Aaron entrent peu à peu en relation. Lorsque Christian se blesse accidentellement avec un morceau de métal et s’évanouit dans l’entrée de son bungalow, Aaron le conduit chez lui et nettoie sa coupure. Christian voit dans cet événement l’opportunité de séduire Aaron et parvient presque à ses fins. Cependant, le jeune mormon est scandalisé par l’attitude de Christian, qui juge que le sexe « n’a pas forcément un sens ». Outré, Aaron répond alors à Christian que, pour lui « le sexe n'est rien de plus qu'une poignée de main » et l’accuse d’être une personne vide et superficielle. Furieux, le missionnaire quitte ensuite l’appartement et prend ses distances avec Christian. Désireux de prouver à Aaron qu’il n’est pas superficiel (mais également inquiet que celui-ci puisse avoir raison), Christian rejoint le Project Angel Food qui vise à livrer des repas à des personnes atteintes du SIDA.
Par la suite, Elder Paul Ryder (Joseph Gordon-Levitt), le missionnaire mormon qui fonctionne en binôme avec Aaron, se fait renverser alors qu’il est sur sa bicyclette et Aaron est bouleversé. Il rencontre par hasard Christian à la résidence et celui-ci tente de le réconforter en le serrant dans ses bras. Sous le coup de l’émotion, les deux hommes finissent par s’embrasser et ne se rendent pas compte du retour des colocataires d’Aaron. Ceux-ci sont dégoûtés par le spectacle et Christian doit quitter le bungalow tandis qu’Aaron est exclu de la communauté et renvoyé chez ses parents. Christian revient cependant chez ses voisins le lendemain pour s’expliquer mais le groupe de mormons lui dit qu’Aaron a été renvoyé. Cela conduit à une confrontation entre Christian et Elder Ryder, furieux que le jeune gai ait pu corrompre sans raison apparente une personne décente. Christian doit alors admettre qu’au début, il désirait seulement remporter un pari mais précise que, désormais, « cela n’a plus rien à voir ». 
Voyant la détresse de Christian, Ryder s’adoucit suffisamment pour lui dire qu’Aaron a une attente de cinq heures à Salt Lake City pour avoir sa correspondance. Le jeune homme court alors prendre le premier avion qui le conduit dans la capitale de l’Utah et retrouve Aaron debout sous la neige, à l’extérieur du terminal de l’aéroport. Christian lui confesse alors son amour et Aaron fait de même, malgré ses craintes. Ce soir-là, tous les vols en partance de Salt Lake City sont annulés à cause d’une tempête de neige et les deux jeunes gens passent la nuit dans un motel, où ils font, pour la première fois, l’amour. Pourtant, lorsque Christian se réveille, le lendemain matin, Aaron a quitté la chambre sans lui dire au revoir et seule sa montre à gousset, qui a appartenu à la famille Davis depuis des générations, témoigne encore de son passage. Attristé, Christian retourne seul à Los Angeles.

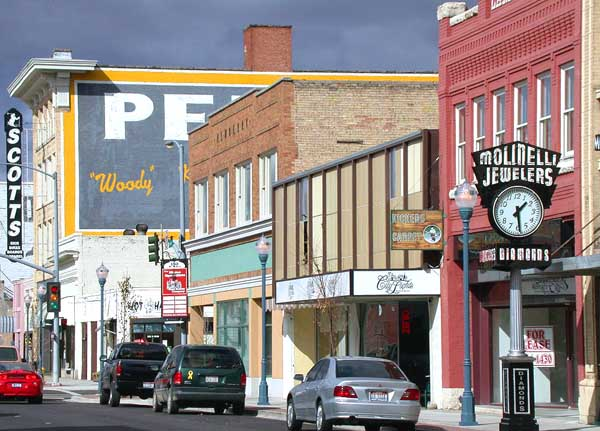
Le personnage d'Aaron est originaire de la petite ville de Pocatello, dans l'Idaho.

Pour l’Église de Jésus-Christ des saints des derniers jours, le fait qu’Aaron ait embrassé un autre homme va à l’encontre des règles de conduite concernant l’homosexualité. Peu après son retour en Idaho, Aaron est donc excommunié par les dirigeants locaux de son Église. Or, son propre père, Farron Davis, est le chef de la communauté locale et c’est donc à lui que revient la charge de l'exclure.
Parallèlement, la mère d’Aaron, Gladys Davis, s’éloigne de lui et le réprimande lorsqu’il affirme que Christian lui a dit qu’il l’aimait. Elle informe alors son fils de l’histoire du pari de 50 dollars que lui a révélé le chef des missionnaires de Los Angeles (Elder Harmon). Elle explique au jeune homme qu’il doit prier pour être pardonné par Dieu mais Aaron n’est pas d’accord et dit qu’il ne s’agit pas de ce qu’il a fait mais de ce qu’il est. En réponse à cet argument, la mère d’Aaron le gifle et tous deux se mettent à pleurer.
Avant son départ pour Los Angeles, Aaron entretenait une relation très étroite avec sa mère et il a désormais le sentiment que celle-ci s'est éteinte à tout jamais. Totalement désespéré, il tente de se suicider mais il est sauvé de justesse par sa sœur aînée Susan qui voit du sang sortir de la salle de bain de son frère pendant qu’elle essaie de le convaincre, à travers la porte, que leur relation ne changera jamais. Par la suite, Aaron est conduit par ses parents dans la maison de redressement Dyer où il subit une thérapie par aversion pour le « guérir » de son homosexualité.
Dans le même temps, à Los Angeles, Christian cherche désespérément à retrouver Aaron et finit par localiser son adresse et son numéro de téléphone à Pocatello. Il appelle chez ses parents à deux reprises mais ne peut parler qu’à sa mère qui lui déclare qu'à cause de  lui, son fils s’est coupé les veines et qu'à cause de lui, elle a perdu son fils. Après ce coup de fil, Christian est donc persuadé qu’Aaron a trouvé la mort et il commence à déprimer et à ressasser son histoire avec le jeune missionnaire.
Un matin, à trois heures, Julie,[style à revoir]la colocataire de Christian, rentre au bungalow après un enregistrement en studio et trouve son ami réveillé, assis sur le canapé du salon à se morfondre. La jeune fille tente de le réconforter mais il lui demande de ne pas s’inquiéter et part dans sa chambre. Julie trouve alors l’agenda électronique de Christian (qui contient son journal intime), le consulte et y découvre un poème du jeune homme. Émue par le texte, elle décide d’en faire la base d’une nouvelle chanson.
Pour tourner la page sur son histoire avec Aaron, Christian décide de partir à Pocatello pour y rencontrer la famille du jeune homme et rendre à sa mère la montre-à-gousset de son fils. Décontenancée par ce geste, Gladys Davis semble reconnaître qu’elle a jugé un peu vite le jeune homme mais elle n’a pas le temps d’arrêter Christian qui part en pleurant immédiatement après avoir remis l'objet.
De retour en Californie, Christian découvre le vidéo-clip de Julie et se rend compte qu’une partie des paroles de sa chanson provient de son journal intime. Julie tente alors de convaincre son ami qu’elle espérait simplement que quelque chose de bon sortirait de son histoire mais Christian se sent trahi. Il a en effet l’impression qu’elle n’a fait que tirer profit de sa douleur et qu’elle a ainsi violé son intimité.
Le temps passe et, une nuit, Aaron, toujours dans le centre de rééducation, entend chanter une voix féminine qui lui semble familière. Il part à sa recherche et découvre, sur un écran de télévision, le vidéo-clip de Julie. Pendant que la jeune fille chante, un message expliquant que les paroles traitent de son colocataire et non de son petit ami défile en bas de l’image. Cette découverte pousse Aaron à retourner à Los Angeles pour y retrouver Christian. Mais, une fois revenu dans la Cité des Anges, Aaron trouve un homme chez Christian et conclut que ce dernier a refait sa vie et l’a oublié. N’ayant nulle part où aller, il se rend au restaurant de Lila, avec laquelle il s’était lié d’amitié quand il était missionnaire mais sans jamais comprendre qu’elle était la patronne de Christian. Dans le restaurant, Aaron et Christian se retrouvent et, une fois le choc passé, s’embrassent fougueusement.
Le film se termine sur un repas de Thanksgiving auquel participent l’ensemble du personnel du Lila’s et Aaron. Lors du toast, la patronne de Christian déclare à toutes les personnes présentes, parmi lesquelles se trouve Julie, de passage à Los Angeles pour sa tournée, que, quoi qu’il arrive, ils auront toujours « une place à [sa] table et une place dans [son] cœur. »

## Les personnages

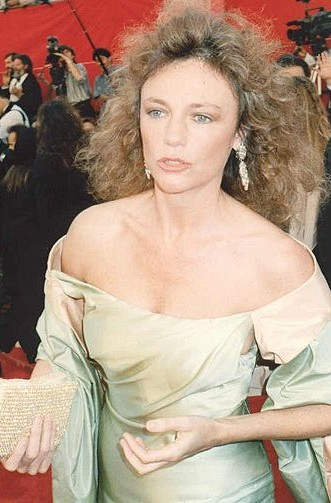
Jaqueline Bisset (Lila Montagne)

- Elder Aaron Davis (Steve Sandvoss) : Aaron vient de Pocatello, dans l'Idaho. En mission à Los Angeles, il tombe amoureux de Christian et doit choisir entre sa sexualité et sa foi mormone. Les producteurs ont auditionné un grand nombre d’acteurs avant de donner le rôle à Steve Sandvoss, qui les a « épatés »[4].
- Christian William Markelli (Wes Ramsey) : fêtard invétéré, Christian aspire malgré tout à une carrière d'acteur. Ses idées du bonheur, sa conception de la vie et le sens qu’il lui donne  sont remis en question quand il tombe sous le charme simple et généreux  d'Aaron, qui vient d'emménager à côté de chez lui. Dans les bonus du DVD américain, Ramsey a déclaré que « le personnage de Christian était, en bien des aspects, très intrigant pour [lui]. [Il] était très excité et se sentait vraiment comblé d’avoir  l’opportunité de raconter cette histoire à travers ses yeux »[4].
- Julie Taylor (Rebekah Johnson) : colocataire de Christian, elle  essaie coûte que coûte de se faire un nom dans la musique mais est aussi un grand soutien pour Christian.
- Traci Levine (Amber Benson) : originaire de New York,  Tracie est venue s'installer à Los Angeles pour y devenir actrice. En attendant de trouver un rôle, elle travaille dans le restaurant de Lila, aux côtés de Christian et de Julie.
- Andrew (Khary Payton) : comme ses camarades, Andrew aspire  lui aussi à devenir acteur. Il passe cependant le plus clair de son temps au restaurant de Lila à cancaner et à raconter des anecdotes d'un  goût plus ou moins douteux. Il est séropositif depuis plusieurs années mais en bonne santé.
- Lila Montagne (Jacqueline Bisset) : c’est la gérante du restaurant  dans lequel Christian, Traci, Julie et Andrew travaillent. L'homme de sa vie est en phase terminale dans un hôpital de Los Angeles et elle se trouve amenée à faire le choix de le laisser ou non sous respirateur artificiel. Elle reste néanmoins très  spirituelle et sarcastique. Jacqueline Bisset dit d’elle-même : « J’aime l’humour, c’est pourquoi j’ai vraiment adoré faire toutes ces remarques  sarcastiques »[4].
- Elder Paul Ryder (Joseph Gordon-Levitt) : c’est le partenaire  grincheux d'Aaron. Guère enthousiaste de se retrouver à Los Angeles, il n’est aucunement ravi d’avoir un homosexuel comme voisin. Joseph  Gordon-Levitt avait en fait auditionné pour le rôle d'Aaron mais son agressivité envers le script et son sens de l'humour ont fait de lui le parfait Ryder aux yeux des producteurs.
- Elder Harmon (Rob McElhenney) : c’est le plus âgé des quatre  missionnaires et il a par conséquent le rôle de chef.
- Elder Gilford (Dave Power) : c’est le partenaire de mission  d'Elder Harmon.
- Keith Griffin (Erik Palladino) : Keith, un jeune gai ayant travaillé dans la musique, est en train de mourir du SIDA. Il se noie dans l'amertume et le désespoir avant de se lier d'amitié avec Christian. Cox a déclaré que le jeu de Palladino ne correspondait pas du tout à ce qu’il envisageait au départ, mais qu’après l'avoir auditionné, il ne pouvait plus imaginer une autre personne pour interpréter Keith Griffin[4].
- Sœur Gladys Davis (Mary Kay Place) : mère d'Aaron, elle est  profondément religieuse et ne peut accepter l'homosexualité de son fils, même si elle l’aime profondément. Après la tentative de suicide de celui-ci, elle le place dans un centre de traitement pour le « soigner ».
- Farron Davis (Jim Ortlieb) : père d'Aaron, il est président de la communauté mormone de Pocatello et excommunie son fils lorsqu’il  apprend qu’il est gai. Ferron Davis est présenté comme un homme froid et distant.
- Susan Davis (Linda Pine) : Susan est le seul membre de la famille Davis à accepter l'homosexualité d’Aaron. Dans une scène coupée au montage, elle lui dit que son orientation sexuelle ne change rien entre eux. C’est aussi elle qui se rend compte de la tentative de  suicide d'Aaron et qui lui sauve la vie.

## Fiche  technique
- Titre original : Latter Days
- Titre français : La Tentation d’Aaron
- Réalisation :  C. Jay Cox
- Scénario :  C. Jay Cox
- Direction  artistique : Nanet Harty
- Décors : Chris Anthony Miller et  Peter Ayala
- Costumes : Lisa Lesniak
- Photographie : Carl Bartels
- Montage :  John Keitel
- Musique : Eric Allaman
- Production : Jennifer Schaefer et Kirkland Tibbels
- Sociétés de production : Funny Boy Films, Davis Entertainment Filmworks
- Sociétés de distribution : TLA Releasing
- Budget : 850 000$
- Format :  Couleurs (Technicolor) -  35 mm - 1,85:1  - Son Dolby stéréo
- Genre : comédie romantique
- Durée : 107  minutes
- Pays d'origine :  États-Unis
- Langue : Anglais
- Dates de  sortie : 
  - États-Unis : 10 juillet 2003 (Philadelphia International Gay and Lesbian Film Festival)
  - France : 14 mai 2004 (Marché du film de Cannes)
  - Québec : 24 septembre 2004 (Festival du film de Montréal)

## Distribution

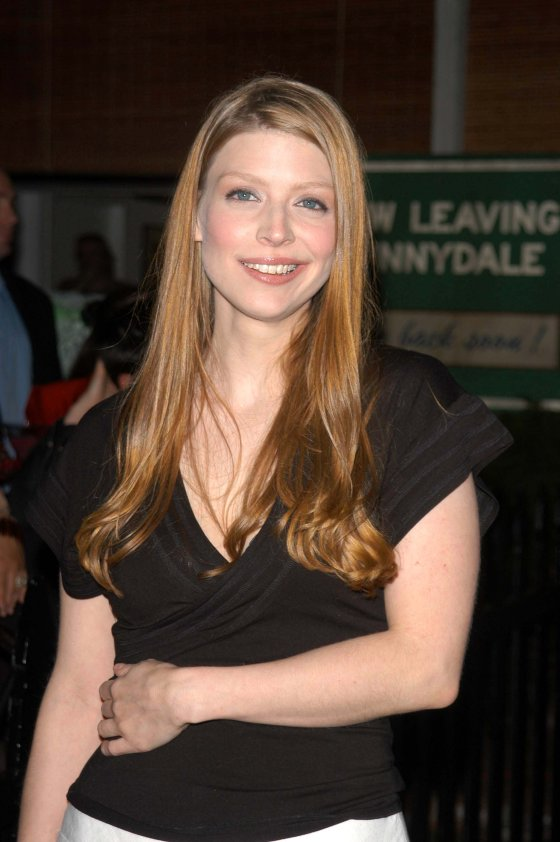
Amber Benson (Traci Levine)

- Steve Sandvoss : Elder Aaron Davis
- Wes Ramsey : Christian Markelli
- Rebekah Johnson : Julie Taylor
- Amber Benson : Traci Levine
- Khary Payton : Andrew
- Jacqueline Bisset : Lila Montagne
- Joseph Gordon-Levitt : Elder Paul Ryder
- Rob McElhenney : Elder Harmon
- Dave Power : Elder Gilford
- Erik Palladino : Keith Griffin
- Mary Kay Place : Sister Gladys Davis
- Jim Ortlieb : Brother Farron Davis
- Linda Pine : Susan Davis
- Bob Gray : Le mari de Susan
- Judee Morton : Noreen
- Robert LaCroix : Quinn
- Terry Simpson : Dirk
- Brian Wade : Stacy
- Kurt Hargan : Le mari de Stacy
- Jason-Shane Scott : le sous-locataire de Christian

## Récompenses
| Année | Festival                                                                        | Prix           | Catégorie                      |
| ----- | ------------------------------------------------------------------------------- | -------------- | ------------------------------ |
| 2003  | Festival du Film gai & lesbien de Philadelphie                                  | Prix du Public | Prix du meilleur film          |
| 2003  | Outfest (Festival du film gai & lesbien de Los Angeles)                         | Prix du Public | Prix du meilleur premier film  |
| 2004  | Toronto Inside Out (Festival du film et de la vidéo gais & lesbiens de Toronto) | Prix du Public | Prix du meilleur film ou vidéo |
| 2004  | Lesgaicinemad (Festival du film gai & lesbien de Madrid)                        | Prix du Public | Prix du meilleur longmétrage   |

## Développement et production

### Scénario

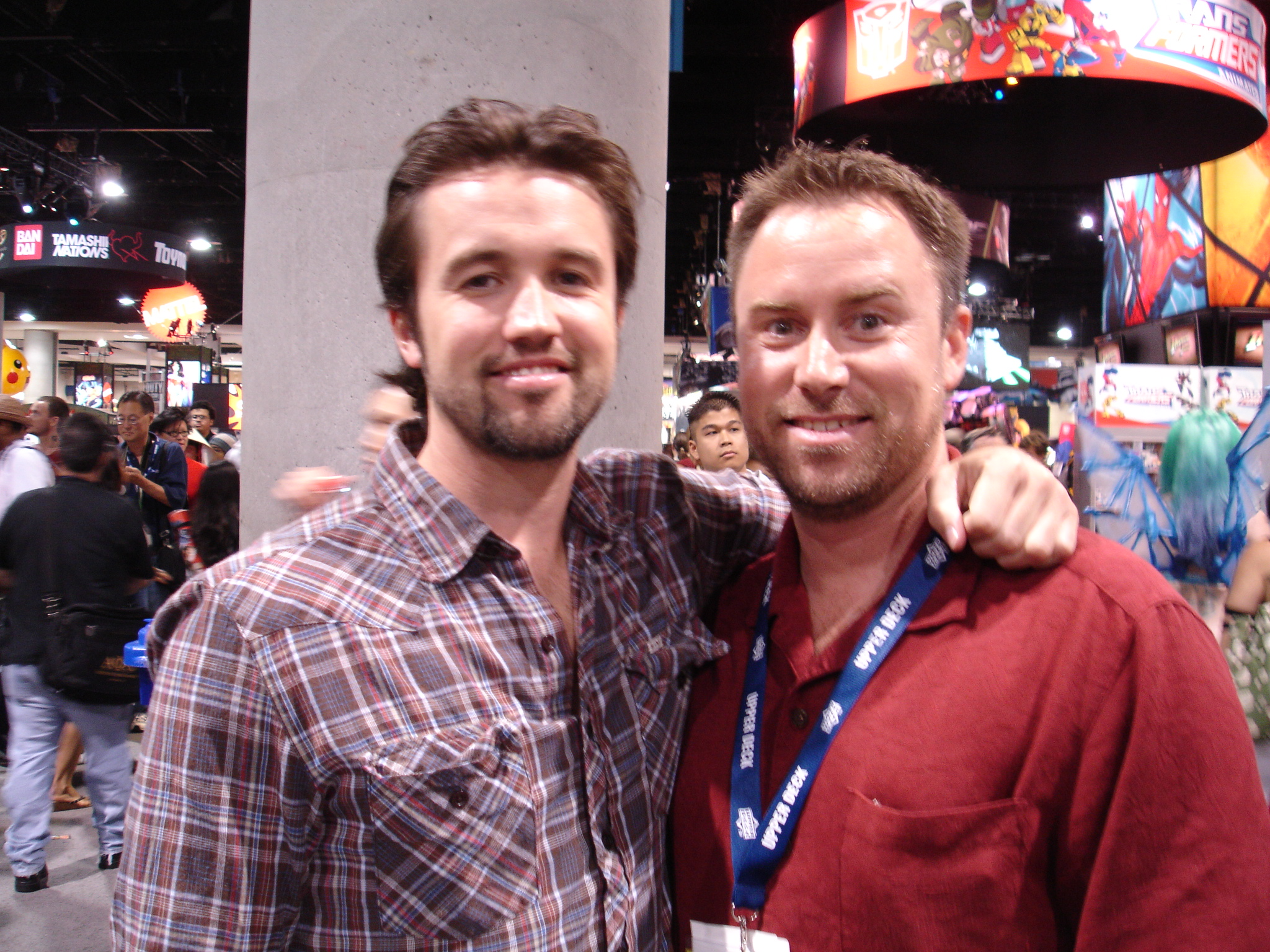
Rob McElhenney (ici, à gauche) interprète Elder Harmon, le chef du groupe de missionnaires dont fait partie Aaron Davis.

La Tentation  d’Aaron a été écrit par C. Jay Cox après que le succès de son précédent scénario, Fashion victime, lui a donné les ressources et la  notoriété suffisantes pour écrire une histoire d’amour plus personnelle. Cox a basé ses deux personnages, Aaron  et Christian, sur lui-même. Le réalisateur a en effet été élevé par une  famille mormone et est parti comme missionnaire avant de faire son coming out. Il s’est donc demandé ce que les  deux moitiés de lui-même  se seraient dites si elles s’étaient rencontrées.
C. Jay Cox a déclaré que La Tentation  d’Aaron est d’abord une histoire  d’amour entre deux personnages.
Cependant le film fait également  référence à l’attitude des croyants vis-à-vis de l’homosexualité et au dilemme des homosexuels  pratiquants, déchirés entre ce qu’ils sont et ce en quoi ils croient. En  ce sens, La  Tentation d’Aaron a pu être  comparé à Trembling Before G-d, documentaire de Sandi Simcha DuBowski qui traite de l’homosexualité dans le judaïsme orthodoxe. Cox, qui est lui-même issu d’une  famille mormone, a d’ailleurs déclaré qu’il est très ironique, à la fois dans le film et  dans la vie réelle, qu’une religion aussi focalisée sur la famille et  son importance, détruise des familles entières avec son enseignement concernant l’homosexualité. En fait, Cox pense qu’il est impossible d’être aujourd'hui mormon et gai.
Malgré tout, La Tentation d’Aaron  n'est pas une œuvre athée, et l’un des thèmes principaux du film est qu’il existe un élément  spirituel dans le monde qui dépasse les rites et les dogmes de la  religion.

### Tournage
La Tentation d’Aaron  a été filmé en 24 jours et a bénéficié d’un budget d’environ 850 000 dollars. L’intégralité des fonds a été obtenue  d’investisseurs privés désireux de voir le film réalisé. Le film a  ensuite été distribué par TLA Releasing, une compagnie indépendante qui s’en est occupé en partenariat avec Funny Boy Films, une société spécialisée dans les  médias de thématique gaie.

### Musique
Eric Allaman a enregistré la bande son du film après qu’il a été tourné  et il a composé lui-même  la plupart des musiques. Plusieurs scènes montrant le passage rapide du  temps, comme  celle où Christian cherche désespérément Aaron dans l’aéroport de Salt Lake City, ont été accompagnées de musique techno, tandis que d’autres scènes beaucoup plus chargées émotionnellement ont reçu une musique ambient (un genre de musique électronique).
Trois chansons ont été écrites par C. Jay Cox  pour le personnage de Julie : Another Beautiful Day, More, et Tuesday 3 AM.  Allaman s’est montré très impressionné par les dons musicaux de Cox et  les deux hommes ont composé ensemble d’autres chansons qui servent de  musique de fond au film.
La B.O. du film  est sortie en vente aux États-Unis  le 26 octobre 2004.  Pour des raisons contractuelles, Rebekah Johnson (qui joue  Julie Taylor) n’apparaît pas dans l’album et les chansons de son  personnage sont interprétées par Nita Whitaker.  Dans certaines éditions du DVD, on peut cependant écouter la  voix de Rebekah Johnson dans les bonus du film car les chansons y  apparaissent comme des vidéo-clip. Ce n’est toutefois pas le  cas dans l’édition française du DVD.

## Réception

### Critique
La Tentation d’Aaron a été diffusé en avant-première au Festival international du Film gai & lesbien de Philadelphie le 10 juillet 2003. Le public a alors tellement apprécié le film qu'il s'est levé pour l'applaudir et, lorsque l’équipe est montée sur la scène, il en a été de même. Le film a reçu un accueil similaire à l'Outfest de Los Angeles, la semaine suivante, et au Festival International du Film de Palm Springs,. Gary Booher, un mormon homosexuel ayant assisté à la projection de l’Outfest a ainsi déclaré : « [le film] était tellement réaliste que c’en était effrayant. J’ai eu le sentiment que des détails intimes de ma vie et de celles de personnes que je connais étaient présentés de façon impudique sur le grand écran ». Le film a aussi été diffusé dans des festivals de film à Seattle et à Washington avant de passer dans les salles américaines pendant douze mois. Le film a également été diffusé dans quelques autres pays, principalement lors de festivals de films gais, comme ceux de Barcelone et de Madrid, où il a également reçu un très bon accueil, ou même de Mexico. Grâce à ces festivals, le film avait déjà reçu neuf prix du meilleur film en 2005.
Cependant, le film a aussi été banni des salles des Madstones Theaters, une chaîne de neuf cinémas d’art et d’essai américains, sous le prétexte qu’il n’atteignait pas la qualité artistique qu’ils attendaient. L'équipe du film a, par ailleurs, subi des pressions et des menaces de boycott de la part de groupes conservateurs protestants pour que le film ne soit pas diffusé. Au box-office nord-américain, La Tentation d’Aaron a engrangé 834 685 dollars dans un maximum de 19 salles.
Les  critiques ont également été mitigées. The Hollywood Reporter a ainsi écrit  que le scenario de Cox, même s’il tombe parfois dans les clichés inhérents à tant de films gais, traite la plupart du temps son sujet si inhabituel avec dignité et complexité ». Mais le critique de cinéma Roger Ebert n'a, quant à lui, donné à La Tentation d’Aaron que deux étoiles et demie sur quatre, précisant que « le film aurait pu être (a) une histoire d’amour homosexuelle, ou (b) une attaque du mormonisme, mais est en fait le résultat maladroit d’une tentative d’être (c) les deux à la fois ». Le film a cependant reçu également des commentaires plus positifs, et un critique n’a pas hésité à déclarer que La Tentation d’Aaron était « le plus important film gai des dernières années ». The Los Angeles Times s’est lui aussi montré enthousiaste et a déclaré que « tantôt romantique, généreux et socialement critique, La Tentation d’Aaron est un film dynamique, rempli d’humour et d'émotion ». Pour finir, le site de films Rotten Tomatoes a recensé 45 % de critiques positives sur un total de 44 commentaires, avec un score moyen de 5,4/10.

### En France
L'adaptation française du film a  été réalisée par Oriane Charpantier et le sous-titrage par le  laboratoire vidéo C.M.C. Le film n’a par contre jamais été doublé en langue française.
Alors que le titre original de l'œuvre fait explicitement référence à l’Église de Jésus-Christ des saints des derniers jours (mormonisme), en France, Latter  Days a été intitulé La Tentation  d'Aaron, titre beaucoup plus sensuel, même s’il garde une certaine tonalité religieuse. De la même façon, la jaquette du DVD français (sur laquelle Steve Sandvoss apparaît torse nu dans une position à la fois plus sensuelle et plus christique), et la bande-annonce française sont beaucoup plus suggestives que ne le sont les originales.
En France, La Tentation d'Aaron a été diffusé dans quelques festivals de films LGBT, comme le festival Vues d'en face de Grenoble (en avril 2006) ou le festival  Face à face de Saint-Étienne (en octobre de la même année).
Auparavant, le film était déjà sorti en DVD le 18 mai 2005 chez Antiprod,  une compagnie spécialisée dans la commercialisation de films gais et  lesbiens.  Contrairement aux éditions britanniques ou américaines du film, dans  lesquelles on trouve des scènes coupées, des clips vidéos et les commentaires de C. Jay Cox, la version française ne contient  absolument aucun bonus.
La Tentation  d'Aaron a par ailleurs été  diffusé à la télévision à deux reprises sur Pink TV, les 1er  et 17 août 2006.

## Adaptation littéraire
En 2004, le scenario de La Tentation d’Aaron a été adapté en roman par T. Fabris et publié chez Alyson Publications. Le livre est fidèle à l’œuvre originale mais lui ajoute certains éléments du passé des personnages ainsi que quelques scènes qui aident à mieux comprendre les aspects confus du film. Par exemple, la raison pour laquelle Elder Ryder révèle finalement à Christian où il peut trouver Aaron s’explique par l’échec de sa propre relation avec une jeune fille rencontrée pendant son entraînement comme missionnaire.
Le roman ajoute également quelques dialogues coupés lors du montage du film et termine, par exemple, le cri que Christian pousse lorsque Julie lui tord le bras, alors qu’ils chahutent, vers la fin du film. Ainsi, au cinéma, Christian déclare seulement « C’est la main que j’utilise pour… » mais, dans le roman, il précise « pour me masturber ».